# 7-هيدروكسي ثنائي بروبيل 2-أمينوتترالين
7-هيدروكسي ثنائي بروبيل 2-أمينوتترالين (بالإنجليزية: 7-Hydroxy-N,N-dipropyl-2-aminotetralin ومختصره 7-OH-DPAT)‏ هي مادة كيميائية ناهضة لمستقبلات الدوبامين مع انتقائية معقولة لمستقبل الدوبامين D3، وألفة منخفضة تجاه مستقبلات السيروتونين بخلاف أيسومره 7-(ثنائي بروبيل أمينو)-8،7،6،5-رباعي هيدرو نفثالين-1-ول.
7-هيدروكسي ثنائي بروبيل 2-أمينوتترالين يستخدم لدراسة إدمان الكوكائين.